# Tatiana Volosozhar
Tatiana Andreyеvna Volosozhar (em russo:  Татья́на Андре́евна Волосожа́р, em ucraniano:  Тетяна Андріївна Волосожар; Dnipropetrovsk, RSS da Ucrânia, 22 de maio de 1986) é uma patinadora artística russa. Volosozhar compete nas duplas. Ela conquistou com Maxim Trankov duas medalhas de ouro nos Jogos Olímpicos de Inverno de 2014, uma nas duplas e a outra na competição por equipes, uma medalha de ouro e duas de prata em campeonatos mundiais, três medalhas de ouro no Campeonato Europeu, e foram campeões duas vezes do campeonato nacional russo.
Ela competiu pela Ucrânia com Petr Kharchenko entre 2000 e 2004 e com Stanislav Morozov entre 2004 e 2010. Ela e Morozov foram campeões ucranianos por quatro vezes (2005, 2007, 2008, 2010) e tiveram a quarta posição como melhor classificação em campeonatos mundiais.

## Principais resultados

### Resultados pela Rússia

#### Com Maxim Trankov

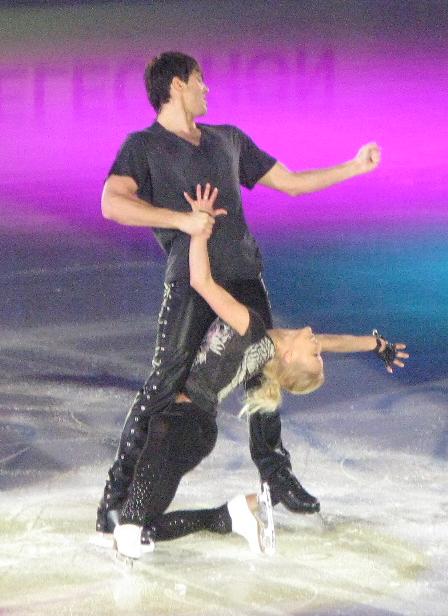
Volosozhar con Trankov in 2012

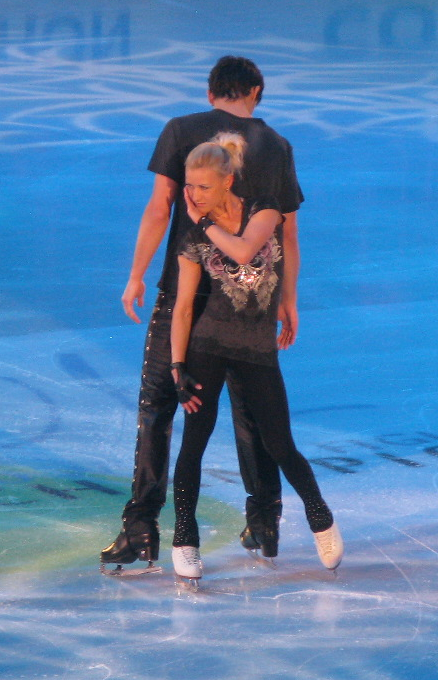
Volosozhar con Trankov in 2012

| Resultados | Resultados       | Resultados       | Resultados      | Resultados       | Resultados    | Resultados      | Resultados    | Resultados    | Resultados    | Resultados    | Resultados    | Resultados    | Resultados    | Resultados    |
| Internacional | Internacional    | Internacional    | Internacional   | Internacional    | Internacional | Internacional   | Internacional | Internacional | Internacional | Internacional | Internacional | Internacional | Internacional | Internacional |
| Evento/Temporada | 2010– 2011       | 2011– 2012       | 2012– 2013      | 2013– 2014       | 2014– 2015    | 2015– 2016      |               |               |               |               |               |               |               |               |
| --- | ---------------- | ---------------- | --------------- | ---------------- | ------------- | --------------- | ------------- | ------------- | ------------- | ------------- | ------------- | ------------- | ------------- | ------------- |
| Jogos Olímpicos |                  |                  |                 | Medalha de ouro  |               |                 |               |               |               |               |               |               |               |               |
| Campeonato Mundial | Medalha de prata | Medalha de prata | Medalha de ouro |                  |               | 6.ª             |               |               |               |               |               |               |               |               |
| Campeonato Europeu |                  | Medalha de ouro  | Medalha de ouro | Medalha de ouro  |               | Medalha de ouro |               |               |               |               |               |               |               |               |
| GP Grand Prix Final |                  | Medalha de prata | Medalha de ouro | Medalha de prata |               |                 |               |               |               |               |               |               |               |               |
| GP Cup of China |                  |                  |                 |                  | WD            |                 |               |               |               |               |               |               |               |               |
| GP NHK Trophy |                  |                  |                 | Medalha de ouro  |               |                 |               |               |               |               |               |               |               |               |
| GP Rostelecom Cup |                  |                  | Medalha de ouro |                  |               |                 |               |               |               |               |               |               |               |               |
| GP Skate America |                  |                  | Medalha de ouro | Medalha de ouro  | WD            |                 |               |               |               |               |               |               |               |               |
| GP Skate Canada International |                  | Medalha de ouro  |                 |                  |               |                 |               |               |               |               |               |               |               |               |
| GP Trophée Éric Bompard |                  | Medalha de ouro  |                 |                  |               | Medalha de ouro |               |               |               |               |               |               |               |               |
| CS Nebelhorn Trophy |                  | Medalha de ouro  | Medalha de ouro | Medalha de ouro  |               | Medalha de ouro |               |               |               |               |               |               |               |               |
| Mont Blanc Trophy | Medalha de ouro  |                  |                 |                  |               |                 |               |               |               |               |               |               |               |               |
| Ondrej Nepela Trophy |                  | Medalha de ouro  |                 |                  |               |                 |               |               |               |               |               |               |               |               |
| Nacional |                  |                  |                 |                  |               |                 |               |               |               |               |               |               |               |               |
| Campeonato Russo | Medalha de ouro  |                  | Medalha de ouro |                  |               | Medalha de ouro |               |               |               |               |               |               |               |               |
| Equipes |                  |                  |                 |                  |               |                 |               |               |               |               |               |               |               |               |
| Jogos Olímpicos |                  |                  |                 | 1T/1P            |               |                 |               |               |               |               |               |               |               |               |
| Troféu Mundial por Equipes |                  |                  | 4.ª 4T/1P       |                  |               |                 |               |               |               |               |               |               |               |               |
| |                  |                  |                 |                  |               |                 |               |               |               |               |               |               |               |               |
| Legenda: GP = Grand Prix; CS= Challenger Series; WD = Abandonou; C = Cancelado; T = Posição da equipe; P = Posição individual; Competição não foi disputada nesta temporada |                  |                  |                 |                  |               |                 |               |               |               |               |               |               |               |               |

### Resultados pela Ucrânia

#### Com Stanislav Morozov
| Resultados                                                             | Resultados       | Resultados      | Resultados       | Resultados      | Resultados        | Resultados        | Resultados    | Resultados    | Resultados    | Resultados    | Resultados    | Resultados    | Resultados    | Resultados    |
| Internacional                                                          | Internacional    | Internacional   | Internacional    | Internacional   | Internacional     | Internacional     | Internacional | Internacional | Internacional | Internacional | Internacional | Internacional | Internacional | Internacional |
| Evento/Temporada                                                       | 2004– 2005       | 2005– 2006      | 2006– 2007       | 2007– 2008      | 2008– 2009        | 2009– 2010        |               |               |               |               |               |               |               |               |
| ---------------------------------------------------------------------- | ---------------- | --------------- | ---------------- | --------------- | ----------------- | ----------------- | ------------- | ------------- | ------------- | ------------- | ------------- | ------------- | ------------- | ------------- |
| Jogos Olímpicos                                                        |                  | 12.ª            |                  |                 |                   | 8.ª               |               |               |               |               |               |               |               |               |
| Campeonato Mundial                                                     | 10.ª             | 10.ª            | 4.ª              | 9.ª             | 6.ª               |                   |               |               |               |               |               |               |               |               |
| Campeonato Europeu                                                     | 5.ª              |                 | 5.ª              | 4.ª             | 4.ª               | 4.ª               |               |               |               |               |               |               |               |               |
| GP Grand Prix Final                                                    |                  |                 |                  |                 | 4.ª               |                   |               |               |               |               |               |               |               |               |
| GP Cup of China                                                        |                  |                 |                  |                 | Medalha de prata  | Medalha de bronze |               |               |               |               |               |               |               |               |
| GP Cup of Russia                                                       | 5.ª              |                 |                  |                 | Medalha de bronze |                   |               |               |               |               |               |               |               |               |
| GP NHK Trophy                                                          |                  |                 |                  | 4.ª             |                   |                   |               |               |               |               |               |               |               |               |
| GP Skate America                                                       |                  |                 |                  |                 |                   | Medalha de prata  |               |               |               |               |               |               |               |               |
| GP Trophée Éric Bompard                                                |                  |                 |                  | 5.ª             |                   |                   |               |               |               |               |               |               |               |               |
| Karl Schäfer Memorial                                                  |                  | Medalha de ouro |                  |                 |                   |                   |               |               |               |               |               |               |               |               |
| Nebelhorn Trophy                                                       |                  |                 |                  |                 | Medalha de bronze | Medalha de prata  |               |               |               |               |               |               |               |               |
| Universíada                                                            | Medalha de prata |                 | Medalha de prata |                 |                   |                   |               |               |               |               |               |               |               |               |
| Nacional                                                               |                  |                 |                  |                 |                   |                   |               |               |               |               |               |               |               |               |
| Campeonato Ucraniano                                                   | Medalha de ouro  |                 | Medalha de ouro  | Medalha de ouro |                   | Medalha de ouro   |               |               |               |               |               |               |               |               |
|                                                                        |                  |                 |                  |                 |                   |                   |               |               |               |               |               |               |               |               |
| Legenda: GP = Grand Prix; Competição não foi disputada nesta temporada |                  |                 |                  |                 |                   |                   |               |               |               |               |               |               |               |               |

#### Com Petr Kharchenko
| Resultados                                                                                      | Resultados    | Resultados        | Resultados       | Resultados       | Resultados    | Resultados    | Resultados    | Resultados    | Resultados    | Resultados    | Resultados    | Resultados    | Resultados    | Resultados    |
| Internacional                                                                                   | Internacional | Internacional     | Internacional    | Internacional    | Internacional | Internacional | Internacional | Internacional | Internacional | Internacional | Internacional | Internacional | Internacional | Internacional |
| Evento/Temporada                                                                                | 2000– 2001    | 2001– 2002        | 2002– 2003       | 2003– 2004       |               |               |               |               |               |               |               |               |               |               |
| ----------------------------------------------------------------------------------------------- | ------------- | ----------------- | ---------------- | ---------------- | ------------- | ------------- | ------------- | ------------- | ------------- | ------------- | ------------- | ------------- | ------------- | ------------- |
| Campeonato Mundial                                                                              |               |                   | 17.ª             | 14.ª             |               |               |               |               |               |               |               |               |               |               |
| Campeonato Europeu                                                                              |               |                   | 7.ª              |                  |               |               |               |               |               |               |               |               |               |               |
| GP Cup of China                                                                                 |               |                   |                  | 7.ª              |               |               |               |               |               |               |               |               |               |               |
| GP Cup of Russia                                                                                |               |                   | 9.ª              |                  |               |               |               |               |               |               |               |               |               |               |
| GP NHK Trophy                                                                                   |               |                   |                  | 6.ª              |               |               |               |               |               |               |               |               |               |               |
| Internacional – Júnior                                                                          |               |                   |                  |                  |               |               |               |               |               |               |               |               |               |               |
| Campeonato Mundial Júnior                                                                       | 13.ª          | 10.ª              | 7.ª              | 5.ª              |               |               |               |               |               |               |               |               |               |               |
| JGP JGP Final                                                                                   |               | 7.ª               |                  | 4.ª              |               |               |               |               |               |               |               |               |               |               |
| JGP JGP Alemanha                                                                                |               |                   | 4.ª              |                  |               |               |               |               |               |               |               |               |               |               |
| JGP JGP Bulgária                                                                                |               |                   |                  | Medalha de prata |               |               |               |               |               |               |               |               |               |               |
| JGP JGP Itália                                                                                  |               |                   | 4.ª              |                  |               |               |               |               |               |               |               |               |               |               |
| JGP JGP Polônia                                                                                 |               | Medalha de prata  |                  |                  |               |               |               |               |               |               |               |               |               |               |
| JGP JGP República Tcheca                                                                        |               | Medalha de bronze |                  | Medalha de prata |               |               |               |               |               |               |               |               |               |               |
| Nacional                                                                                        |               |                   |                  |                  |               |               |               |               |               |               |               |               |               |               |
| Campeonato Ucraniano                                                                            | 4.ª           |                   | Medalha de prata | Medalha de ouro  |               |               |               |               |               |               |               |               |               |               |
| Campeonato Ucraniano – Júnior                                                                   |               | Medalha de ouro   |                  |                  |               |               |               |               |               |               |               |               |               |               |
|                                                                                                 |               |                   |                  |                  |               |               |               |               |               |               |               |               |               |               |
| Legenda: GP = Grand Prix; JGP = Grand Prix Júnior; Competição não foi disputada nesta temporada |               |                   |                  |                  |               |               |               |               |               |               |               |               |               |               |